# Robert Massart
Pour les articles homonymes, voir Massart.
Ne doit pas être confondu avec Robert Massard.
Robert Massart (né Jules Marie Antoine Robert à Forêt (Trooz) le 11 décembre 1892, mort à Paris le 13 mai 1955) est un sculpteur belge. Élève de Joseph Rulot à l'Académie des beaux-arts de Liège, on lui doit de nombreuses statues et bas-reliefs à Liège.

## Biographie
En 1925, à la suite d'une invitation spéciale, il expose 14 œuvres de grandes dimensions dans une des grandes salles du Palais des Beaux-Arts lors du Salon de Mai organisé par la ville de Liège. En 1926, il organise une exposition dans la galerie d'art du journal La Meuse. Cette même année, il reçoit la commande d'un monument aux morts par la commune de Sougné-Remouchamps, sa première œuvre monumentale, tirée d'un bloc de 9 mètres cubes d'un des plus beaux granits indigènes. Ignorant les représentations allégoriques habituelles, il représente une femme, légèrement vêtue, assise auprès d'un soldat gisant. L’œuvre fait scandale. Devant un si mauvais accueil, en 1927, il s'exile définitivement et rejoint le peintre et graveur Luc Lafnet à Paris. Il y rencontre sa femme, Suzanne Pappas. Il continuera cependant à maintenir de bonnes relations avec la cité ardente où l'on trouve la plupart de ses œuvres monumentales. Ainsi, à l'occasion de l'Exposition de l'eau de 1939, on fait appel à lui pour la partie nord du mur de la pointe de l'île Monsin, il y représente un docker anversois à côté d'un relief en intaille représentant la ville d'Anvers. À la même époque, il réalise un des trois bas-reliefs en pierre de France du Lycée Léonie de Waha. Après la Seconde Guerre mondiale, on le retrouve illustrant les télécommunications au service de la Science et des Loisirs et les télécommunications au service du Commerce et de l'Industrie. En 1953, il perd sa femme. Sa santé décline alors et, en 1954, il attaque la décoration du nouvel immeuble de l'Assistance publique de Liège avec trois bas-reliefs symbolisant les activités hospitalières, préventives et charitables et meurt des suites d'une intervention chirurgicale avant d'avoir pu les voir installés sur le bâtiment.

## Œuvres
- Monument aux morts à Sougné-Remouchamps
- Monument à la Résistance à Forêt (Trooz)[8]
- Buste en marbre de Sylvain Dupuis, buste du professeur Firquet de l'université de Liège
- Une pietà à l'église de Belleville (Paris)
- Bas relief au Lycée Léonie de Waha
- Statue au pied du Pont des Arches, L'Art et la Technique collaborant
- Docker anversois dans le parc à l'entrée du canal Albert
- Relief en façade de l'Hôtel des P.T.T., rue de l'Université
- Décoration de la façade de l'immeuble de l'Assistance publique à Liège (CPAS), place Saint-Jacques
- 1955 : fontaine représentant un dauphin chevauché par un garçonnet, rue du Mont-de-Piété, Liège